# 塚本やよい
塚本 やよい（つかもと やよい、4月1日 - ）は、日本の漫画家。北海道出身・在住。
ちゃおまんがスクール2005上期ベスト賞を受賞し、2005年、『ちゃおDX』（小学館）夏の増刊号に発表した「グッバイにゃんこ」でデビュー。投稿時代のペンネームは三月マーチであった。
『ChuChu』（小学館）→『プチコミック』（同）のかわはらなつみや『ちゃお』（同）の葵みちるとは仲がいい。特に諸岡きゅうことは互いのデビュー時に電話を掛け合うほどの仲。2012年をもってコミックハイ!（双葉社）に移籍した。

## 作品一覧
- グッバイにゃんこ
- 爆走☆KIDS
- うさぎとかめと手をつなごう。
- 内助のこーちゃん
- チョコバナナクレープ〜彼氏おことわり〜
- ラブラブ♡パティシエ
- ナイショのMY姫
- ぶっちぎりLOVEタイム
- 出動!おまかせナース
- カモフ☆ラバーズ
- あのコにワンピ♥
- 凹凸ピース
- キラキラ日和
- きみのそばに
- Dear ボーイフレンド
- ワイルド☆ハニー

以下はコミックハイ!の作品。
- 狼なんか怖いです!!
- るっきん! 〜Looking for〜（2013年4月号-2014年5月号）

## コミックス
- るっきん! 〜Looking for〜（全2巻）